# 吉谷神社
吉谷神社（よしやじんじゃ）は、東京都大島町（伊豆大島）にある神社。

## 概要
創建は不詳。数百年前の冬に三原山が噴火した際に、吉谷の地に小祠を建て、三原山の神格である三原大明神を祀り、鎮火を祈願したのが創始とされる。寛永18年（1641年）の棟札が残っているので、創建はそれ以前に遡る。
1965年（昭和40年）1月の元町大火（大島大火）に巻き込まれて社殿を焼失したが、再建された。
1月15日-16日に数年ごとに行われる、神子舞・手踊り・鹿島踊りといった奉納芸能で構成される正月祭は、都指定の無形民俗文化財になっている。

## 祭神
- 大山祇尊 - 三原大明神（三原山の神格化）と同一[1][2][3]。

## 境内社
- 浜宮龍王神（浜宮様）

飛地境内社
- 薬師堂
- 愛宕神社
- 不動堂

## 文化財
- 吉谷神社の正月祭（神子舞・手踊り・鹿島踊り） - 都指定無形民俗文化財[2][3]。